# Rock the Night: The Very Best of Europe
Rock the Night: The Very Best of Europe è la terza raccolta del gruppo musicale scandinavo Europe, pubblicata in doppio CD nel 2004. Si associa anche la pubblicazione in DVD, Rock the Night: Collector's Edition.

## Il disco
Rock the Night oltre a proporre i più grandi successi della band funge da "trampolino di lancio" per il ritorno sulle scene dopo una assenza dai palchi e dagli studi di registrazione di ben dodici anni.
È un passo importante per il gruppo che decide di tornare sulle scene con John Norum alla chitarra, tentando di farsi pubblicità anche per un nuovo album, molto diverso dai precedenti: Start from the Dark.
Oltre I'll Cry For You [Acoustic Version] e Yesterday's News, B-Side del singolo "Prisoners in Paradise", il doppio CD Rock the Night vede la presenza di Sweet Love Child, già pubblicata come inedito nella raccolta 1982-1992 (aggiornata a sua volta nel 2000 con il remix The Final Countdown 2000).

## Tracce
| 1. Rock The Night - 4:05 2. Superstitious - 4:34 3. I'll Cry For You (Acoustic Version) - 3:59 4. Cherokee - 4:11 5. Stormwind - 4:29 6. Sweet Love Child - 4:57 (Single B-Side) 7. In The Future To Come - 5:01 8. Here Comes The Night - 4:27 (Outtake from Prisoners In Paradise Session) 9. Sign Of The Times - 4:16 10. Dreamer - 4:27 11. Seventh Sign - 4:42 12. Yesterday's News - 5:27 13. Got Your Mind In The Gutter - 5:00 14. Ready Or Not - 4:05 15. Aphasia (Instrumental) - 2:31 16. Time Has Come (Live at Solnahallen, Stockholm 1986) - 4:31 17. Ninja (Live) - (Bonus track per il Giappone) | 1. The Final Countdown - 5:10 2. Halfway To Heaven - 4:08 3. Open Your Heart (original) - 4:05 4. Long Time Coming - 3:55 (Single B-Side) 5. Mr. Government Man - 3:37 (Outtake from Prisoners In Paradise Session) 6. Carrie - 4:31 7. Seven Doors Hotel (B-Side Version) - 5:03 8. Girl From Lebanon - 4:22 9. The King Will Return - 5:35 10. More Than Meets The Eye - 3:21 11. Prisoners In Paradise - 5:34 12. Wings Of Tomorrow - 3:58 13. On Broken Wings - 3:45 14. Scream Of Anger - 4:05 15. Heart Of Stone - 3:47 16. Let The Good Times Rock (Live at Ahoy Stadium, Rotterdam 1989) - 5:25 17. On The Loose (Live) - (Bonus track per il Giappone) |